# Jan W. van der Hoorn
Johannes Wilhelmus (Jan) van der Hoorn (Ter Aar, 1923 – aldaar, 5 april 2017) was een Nederlands marathonschaatser. Hij was de winnaar van de negende Elfstedentocht in 1947.

## Loopbaan
Op 8 februari 1947 won Van der Hoorn op 23-jarige leeftijd de eerste Elfstedentocht die hij reed. Het ijs was tijdens die tocht niet goed en daarnaast was er een snijdende wind. Er kwamen veel klachten binnen over schaatsers die in overtreding met de regels hadden gehandeld. De protesten gingen vaak om het opleggen, waarbij frisse schaatsers wedstrijdschaatsers uit de wind hielden. Zes weken na de tocht werd Van der Hoorn, die oorspronkelijk als vijfde was geëindigd, uitgeroepen tot winnaar, met een tijd van 10 uur en 52 minuten.
In 1954 reed Jan van der Hoorn de Elfstedentocht uit en kwam hij samen met Wijnia en Lamberts als zevende, achtste en negende hand in hand over de finish. Vanaf Sneek schaatste hij met kromme schaatsen. In de Elfstedentocht 1963 gaf hij na verschillende valpartijen in Sneek op. 
De laatste Elfstedentocht die Jan van der Hoorn reed, was in 1997, toen hij 73 jaar was. Deze tocht heeft hij samen met zijn zoon Ben en Jos de Koning uitgereden. Hij haalde binnen 11 uur de finish. Dit is bij benadering dezelfde tijd als waarmee hij in 1947 de tocht won. Jan van der Hoorn was na de dood van Piet Keijzer in 2008 de oudste nog levende Elfstedentochtwinnaar.
Jan van der Hoorn was een broer van Debora van der Hoorn, die eveneens van zich deed spreken in de Elfstedentocht van 1947. Jan J. van der Hoorn, een van de vijf schaatsers die in de Elfstedentocht van 1956 als eersten over de streep kwamen, was een neef van hem.
Jan W. van der Hoorn overleed op 93-jarige leeftijd in zijn woonplaats Ter Aar.

## Resultaten
| jaar | Elfstedentocht |
| ---- | -------------- |
| 1947 | Goud           |
| 1954 | 9e             |